# 호스 걸
《호스 걸》(영어: Horse Girl)은 2020년 공개된 미국의 심리 드라마 영화이다. 제프 베이나가 감독을 맡았으며, 베이나와 주연 앨리슨 브리가 공동 각본을 맡았다.
2020년 선댄스 영화제에서 전 세계 최초로 공개되었다.

## 줄거리
작년에 어머니가 자살했으며 집안에 정신병 내력이 있는 세라는 어느 순간부터 갑작스런 코피, 자각몽, 몽유병에 시달리며, 꿈에서 마주친 인물들을 현실에서 발견한다. 세라는 자신이 외계인 납치 피해자이며 돌아가신 할머니와 지나치게 닮은 이유는 할머니 복제이기 때문이 아닌가 의심하기 시작한다.

## 출연
- 앨리슨 브리 - 세라 역
- 메러디스 해그너 - 헤더 역: 낙마 사고로 뇌를 다쳐 뇌전증 발작을 일으키며 단기 기억 상실을 앓고 있는 세라의 장애인 친구.
- 데비 라이언 - 니키 역: 세라의 동거인.
- 제이크 피킹 - 브라이언 역: 니키의 남자친구.
- 존 레이놀즈 - 대런 역: 브라이언의 동거인이자 세라의 연애 상대.
- 몰리 섀넌 - 조앤 역: 세라의 동료.
- 폴 라이저 - 게리 역: 세라의 부자 새아빠.
- 존 오티즈 - 론 역: 배관 가게 주인.
- 제이 두플라스 - 이선 역: 사회복지사.
- 토비 허스 - 조 역: 조교사.
- 로빈 터니 - 애거사 케인 역: 세라가 애청하는 텔레비전 드라마 퍼거트리 속 등장인물.
- 매슈 그레이 구블러 - 대런 콜트 역: 퍼거트리 등장인물.
- 에런 스탠퍼드 - 헤이디스 역: 퍼거트리 등장인물.
- 딜런 걸룰라 - 제인 도 역
- 앤절라 트림버 - 줄리 역
- 데이비드 페이머 - 의사 역
- 로런 위드먼 - 셰릴 역
- 루이스 페르난데스길 - 견인차 업체 직원 역

## 기타 제작진
- 배역: 코트니 브라이트, 니콜 대니얼스
- 미술: 에슐리 팬턴
- 세트: 데빈 로크너

## 같이 보기
- 조현병